# Pseudarchaster ornatus
Pseudarchaster ornatus är en sjöstjärneart som beskrevs av Alexander Michailovitsch Djakonov 1950. Pseudarchaster ornatus ingår i släktet Pseudarchaster och familjen Pseudarchasteridae. Inga underarter finns listade i Catalogue of Life.